# でりばらっ! -deliverance of strays-
『でりばらっ! -deliverance of strays-』は2011年5月27日にParasolより発売された18禁恋愛アドベンチャーゲームである。

## ストーリー
（出典：）
主人公・倉木了は女の子の前では言葉を失うほどの女性恐怖症を抱えている。彼はとある事情から、都会へ引っ越し、彼の従姉妹である由布澄光香・明日香が営む喫茶店・むらくもを手伝うことになる。しかし、居候先、喫茶店、転入した鳳雛院学園でも、周りにいるのは女性ばかりだった。慣れない都会、女性に囲まれる環境、そして年ごろの従姉妹との共同生活。新しく女の子と出会うたびに、了は自分の体質に嫌気が差す。彼は女性恐怖症を治すことを決意する。

## 登場人物

### メインキャラクター
倉木 了（くらき りょう）
本作の主人公。鳳雛院学園に通っている。従姉妹が経営する喫茶店を手伝うために、田舎から状況してきた。女の子と会話ができないほどの女性恐怖症を抱えている。女性が苦手な理由は本人にも分からない。
御子神 命（みこがみ みこと）
声 - 木村あやか
誕生日 - 6月20日
身長 - 149cm B/W/H - 76/51/74
鳳雛院学園3年生の少女。寡黙でマイペースな性格をしている。心を許した人間には無邪気な顔を見せる。不思議な発言で周りを困らせることがある。
由布 澄光香（ゆふ すみか）
声 - 十来みらい
誕生日 - 8月31日
身長 - 153cm B/W/H - 79/53/78
了の従妹であり、彼が居候をする由布神社の娘。姉の明日香と喫茶店・むらくもを経営している。子供のころから了に恋心を抱いているが、関係が壊れるのを恐れて言い出せずにいる。恥ずかしがりやな性格で、喫茶店の制服を着るときにひと悶着あった。
久住 彩（くじゅう あや）
声 - 倉田まりや
誕生日 - 9月25日
身長 - 152cm B/W/H - 84/54/82
了のクラスメイト。強気な性格をしている。行動的で、考えるよりも体が先に動くタイプだが、頭が悪いわけではない。倚天という剣を扱い、退魔師として働いている。
高千穂 響子（たかちほ きょうこ）
声 - 真中海
誕生日 - 12月11日
身長 - 157cm B/W/H - 89/56/86
了の先輩。命の親友であり、彼女のことを溺愛している。雑誌の読者モデルを務めるほど容姿がよく、学園では人気がある。落ち着いた雰囲気から大人びた印象を抱かれるが、仲がよい人には子供っぽい一面も見せる。

### サブキャラクター
由布 明日香（ゆふ あすか）
声 - 井村屋ほのか
澄光香の姉で了にとっては従姉にあたるお姉さん。由布神社の現在の神主であるが、いつも巫女服を着ており、喫茶むらくもも「巫女さん喫茶」としてリニューアルオープンさせている。
国見 麻耶（くにみ まや）
声 - 佐倉咲代
了と彩のクラス担任。担当教科は社会科。
国見 麻里（くにみ まり）
声 - 民安ともえ
澄光香の同級生で親友。麻耶の妹。

## 主題歌
- オープニング主題歌「TRUST」[4]

作詞・作編曲 - mo2 / 歌 - 鈴原知花
- エンディング主題歌「笑顔の向こう」[4]

作詞 - wight / 作編曲 - mo2 / 歌 - Barbarian On The Groove feat. 真理絵

## 関連商品
- でりばらっと☆れいでぃあんと ビジュアルファンブック[10]

本作と「でりばらっ！」のビジュアルファンブック。2012年3月発行。ISBN 978-4863791473